# 김제중앙중학교
김제중앙중학교(金堤中央中學校)는 대한민국 전북특별자치도 김제시 옥산동에 있는 공립 중학교이다.

## 학교 연혁
- 1950년 6월 1일 : 김제농업중학교 인가 (인가학급 6학급)
- 1951년 9월 1일 : 김제중앙중학교로 개칭
- 1976년 3월 23일 : 김제농고, 중앙중 분리
- 1983년 10월 6일 : 현 신축교 착공
- 1985년 7월 19일 : 현 신축교로 이전
- 1995년 12월 9일 : 강당 준공
- 2005년 6월 8일 : 임간 교실 설치
- 2022년 3월 1일 : 남녀공학 전환
- 2023년 9월 1일 : 제17대 박경희 교장 부임
- 2025년 1월 7일 : 제76회 졸업식(졸업생 총 12,839명)

## 참고 자료
- 김제중앙중학교 - 한국교육학술정보원 학교알리미